# Convivium - Centre d’animation culturelle italo-luxembourgeois
Convivium – Centre d’animation culturelle italo-luxembourgeois a.s.b.l. est une association luxembourgeoise qui a pour but la promotion de la culture italienne au Luxembourg.
L’association fut fondée en 1994.
Les principales activités de l’association sont, e.a. : 
- l’édition, la diffusion et la promotion de l’édition de livres en relation avec l’histoire et la culture de la communauté italienne au Luxembourg ;
- la promotion de projets de recherche sur l’histoire de l’immigration italienne au Luxembourg, cela en relation étroite avec le département des Lettres italiennes de l’université du Luxembourg et le Centre de documentation sur les migrations humaines.

## Choix d’ouvrages édités et/ou diffusés par Convivium
- Luigi Peruzzi, 2008. Le mie Memorie e Diario di Berlino 1944-1945. A curia di Maria Luisa Caldognetto. Metauro Edizioni S.r.l. Pesaro. 414 p.  (ISBN 978-88-6156-027-7).
- Luigi Peruzzi, 2002. Mes Mémoires. Un antifasciste italien déporté au SS-Sonderlager Hinzert raconte. Éditions Le Phare, Esch-sur-Alzette, 398 p. (Avec des annotations historiques détaillées et des précisions biographiques par Denis Scuto. Traduit de l’italien par Véronique Igel).  (ISBN 2-87964-056-3).
- Giuliana Morandini, 2004. Le insensate / Les Insensées. Théâtre - édition bilingue. Convivium, Luxembourg, 112 p.
- Maria Luisa Caldognetto & Jos Boggiani, 2003. Lëtzebuergesch-italienesch, Dictionnaire / Vocabolario italiano-lussemburghese. CLAE/Convivium, Luxembourg.
- Maria Luisa Spaziani, 1997. Épiphanie de l'alphabet / Epifania dell’alfabeto, choix de poèmes. Édition bilingue, traduction de M. L. Caldognetto et J. Portante. Éditions Phi / Convivium, Luxembourg.